# Белитунг
Белитунг (остар. Билитон, на индонезийски: Belitung, Billiton) е остров от Малайския архипелаг, разположен в южната част на Южнокитайско море, територия на Индонезия. Площта му е 4801 km². Населението към 2010 г. е 262 400 души. На изток протокът Каримата (210 km) го отделя от остров Калимантан, а на запад протокът Гаспар (Геласа, 100 km) – от остров Банка. Освен главния остров край него са разположени още 135 по-малки островчета, повечето от които са с коралов произход. Изграден е основно от архайски гранити и гнайси. Повърхността му е предимно равнинна, с отделни гранитни масиви с височина до 510 m (връх Таджам). Покрит е с влажни вечнозелени гори. На Белитунг, както и на съседния остров Банка, се разработват едни от най-големите находища на калай в света. Освен добивната промишленост на острова се развива и тропично земеделие (производство на копра, черен пипер и др.). Административен център е град Танджунгпандан.